# Yerson Mosquera
Yerson Mosquera Valdelamar (ur. 2 maja 2001 w Apartadó) – kolumbijski piłkarz występujący na pozycji środkowego obrońcy w hiszpańskim klubie Villareal CF, do którego jest wypożyczony z Wolverhampton Wanderers oraz w reprezentacji Kolumbii. 
Wychowanek Atlético Nacional. Siostrzeniec Elkina Murillo, dwudziestodziewięciokrotnego reprezentanta Kolumbii.